# Chyp-Notic
Chyp-Notic — немецкое трио, просуществовавшее с 1988 по 1994 год. Было образовано в городе Кёльн (Германия) под названием Toys. После контракта с Coconut Records группа сменила название на Chyp-Notic. Музыканты выпустили 2 альбома и несколько синглов. Последней официальной работой стал сингл «Don’t Break The Heart» 1994 года с непривычным вокалом Greg Ellis вместо Влада (если не считать сингла 1999 года «In The Mix» на самом деле выпущенном без участия музыкантов: Энди Матерн, продюсер и музыкант Coconut Records, просто сделал несколько ремиксов на хиты трио).

## История
В июне 1990 года Chyp-Notic с кавер-версией классического хита Принса «Nothing Compares 2 U» попали в немецкую «двадцатку лучших» сразу на 16-ю позицию.
1992 год был самым результативным для Chyp-Notic: сразу 4 песни оказались в немецких чартах . Это заглавная композиция «I Can’t Get Enough» — #14, «Still In Love With You» — #57 и две вещи, не попавшие в трек-лист: «I Do It All For You» — #93, «When I Dream» — #72. К сожалению, несмотря на чартовый успех, «I Can’t Get Enough» оказался вторым и последним альбомом в дискографии трио. Выпустив несколько неальбомных синглов, группа прекратила своё существование в 1994 году.
Авторами и продюсерами большинства песен были Tony Hendrik и Karin Hartmann, использовавшие несколько псевдонимом.
Судьба у всех музыкантов сложилось по-разному. Vlad MyntSwe погиб. В 1993 году Jenda Beck переехал в Чехию, где организовал группу Jan Erick Band и вошёл в состав проекта Support Lesbiens вместе с Yardou Helešicem и Hynkem Tomanem. В 2004 году под именем Jenda Beck выпустил альбом «V zátoce lásky».
Walter Ripley (Walter Busseler) — большой фанат компьютеров, до участия в трио получил хорошее образование и диплом системного администратора. После распада группы создал свою компанию Side by Side Production при которой имеется и собственная студия звукозаписи.
Хотя официально считалось, что основным вокалистом был Vlad MyntSwe, на самом деле многие партии были исполнены Uwe Haselsteiner, который довольно долго проработал на Coconut, где он делал аранжировки для Bad Boys Blue, вместе с Дэвидом Брандесом и Лиан Ли пел в Xanadu, а также писал и свои композиции, включённые в несколько альбомов ВВВ. В настоящее время Уве владеет своей студией X-Talk на которой записывает мало известных в нашей стране артистов, исполняющих композиции в стиле «дойче шлягер».
В 2008 году был выпущен сборник «Greatest Hits», включающий в себя композиции, выходившие только на синглах.

## Дискография

### Альбомы
- 1990 — Nothing Compares
- 1992 — I Can’t Get Enough

### Сборники
- 2008 — Greatest Hits
- 2015 — 25

### Синглы
- 1990 — Nothing Compares 2U (The Ultimate Dance-Version)
- 1990 — If I Can’t Have U
- 1992 — I Can’t Get Enough
- 1992 — Still In Love With You
- 1992 — I Do It All For You
- 1993 — When I Dream
- 1994 — Don’t Break The Heart (feat. Greg Ellis)
- 1999 — In The Mix
- 2015 — Nothing Compares 2U (2015 Remixes)